# Cyril Garbett
Cyril Forster Garbett, född 6 februari 1875 i Tongham, död 31 december 1955 i York, var en brittisk biskop.
Cyril Garbett blev biskop av Southwark 1919, biskop av Winchester 1932 och ärkebiskop av York 1942. I sin ämbetsutövning och sitt författarskap nedlade han ett betydande socialt intresse, särskilt med inriktning på slummens hygieniska och moraliska problem. År 1943 anlitades han av brittiska regeringen som kontaktman med särskilt uppdrag i Moskva.